# Новица Видовић
Новица (Петра) Видовић (Мартинићи, 1. мај 1879 — ?, 1966/1964) био је српски инжињерац. Носилац је Карађорђеве звезде са мачевима.

## Биографија
Рођен је 1. маја 1879. године у селу Глизица, Мартинићи, племе Бјелопавлићи (Црна Гора), одакле су се његови доселили у село Ђуревац код Прокупља. Један је од ретких инжињераца који су добили орден Карађорђеве звезде са мачевима. Као наредник инжињеријског полубатаљона моравске дивизије 1. позива, истакао се више пута постављајући понтонске мостове под кишом непријатељских куршума или изводећи радове на изради утврђења под непријатељском артиљеријском ватром, због чега је уживао велики углед код својих војника. Златним војничким орденом КЗм одликован је 1915. године и убрзо унапређен у чин резервног потпоручника. После завршетка рата унапређен је у чин инжињеријског капетана. Поред ордена КЗм, био је одликован Златном медаљом за храброст 1915. године, Сребрном медаљом за ревносну службу 1913. године и Златном медаљом за ревносну службу 1919. године, као и свим споменицама.
Са супругом Јованом имао је синове Александра, Крсту, Светозара и кћи Милицу. После ратова вратио се да живи на свом имању у Ђуревцу. Други светски рат провео је у заробљеништву у Нирбергу у бараци, 32. блок 2 под бројем 6948. Умро је 1966. или 1964. године, а сахрањен је на Стражавачком гробљу.